# Lucie Silvas
Lucie Silvas, właśc. Lucie Joanne Silverman (ur. 4 września 1977 w Kingston upon Thames) – brytyjska piosenkarka i autorka tekstów.

## Życiorys
Tworzyła teksty piosenek dla różnych wykonawców, wśród których znajdują się Rachel Stevens, Gareth Gates i Liberty X. Pierwszy profesjonalny album, Breathe In, wydała w 2004 w Mercury Records przy pomocy Judie Tzuke, z którą wcześniej współpracowała jako wokalistka. Dwa lata później nagrała płytę The Same Side, która nie odniosła większych sukcesów, co doprowadziło do zakończenia współpracy z dotychczasową wytwórnią. W późniejszych latach wydała albumy Letters to Ghosts (2015) oraz E.G.O. (2018).

## Dyskografia

### Albumy
| Breathe In                              | - Data: 11 października 2004 - Wydawca: Mercury Records | 11 | 1 | 7  | 13 | 50 | 40 | - UK: platynowa płyta |
| The Same Side                           | - Data: 23 października 2006 - Wydawca: Mercury Records | 62 | 5 | 31 | –  | –  | –  |                       |
| Letters to Ghosts                       | - Data: 18 września 2015 - Wydawca: Furthest Point      | –  | – | –  | –  | –  | –  |                       |
| E.G.O.                                  | - Data: 24 sierpnia 2018 - Wydawca: Furthest Point      | –  | – | –  | –  | –  | –  |                       |
| „–” oznacza, że album nie był notowany. |                                                         |    |   |    |    |    |    |                       |

### Minialbumy
| Tytuł         | Dane dot. albumu                                |
| ------------- | ----------------------------------------------- |
| Forget Me Not | - Data: 2000 - Wydawca: Chrysalis Records       |
| Lucie Silvas  | - Data: 17 marca 2015 - Wydawca: Furthest Point |

### Wybrane single
| "It's Too Late"                                                    | 2000 | 62 | –  | –  | –  | – |
| "Breathe In"                                                       | 2004 | 6  | 41 | –  | 86 | – |
| "The Game Is Won"                                                  | 2004 | 38 | –  | –  | –  | – |
| "What You're Made Of..."                                           | 2004 | 7  | 23 | 22 | –  | – |
| "Nothing Else Matters" (cover Metalliki)                           | 2005 | –  | 13 | –  | 95 | – |
| "Forget Me Not"                                                    | 2005 | 76 | 48 | –  | –  | – |
| "Don't Look Back"                                                  | 2005 | 34 | –  | –  | –  | – |
| "The Only Ones" (Reamonn & Lucie Silvas)                           | 2006 | –  | –  | 26 | –  | – |
| "Everytime I Think Of You" (Marco Borsato & Lucie Silvas)          | 2006 | –  | 1  | –  | –  | – |
| "Même si (What You're Made Of)" (Lucie Silvas & Grégory Lemarchal) | 2006 | –  | –  | –  | –  | 2 |
| "Last Year"                                                        | 2006 | 79 | 66 | –  | –  | – |
| "Sinking In"                                                       | 2006 | –  | –  | –  | –  | – |
| "The Same Side"                                                    | 2007 | –  | –  | –  | –  | – |
| „–” oznacza, że singel nie był notowany.                           |      |    |    |    |    |   |

#### Inne notowane utwory
| Tytuł                                                                               | Rok  | Pozycja na liście |
| Tytuł                                                                               | Rok  | NLD               |
| ----------------------------------------------------------------------------------- | ---- | ----------------- |
| "What You're Made Of..." (Lucie Silvas with Metropole Orchestra o.l.v. Dick Bakker) | 2004 | 79                |